# Гринвальд, Михаил Николаевич
Михаил Николаевич Гри́нвальд (ок. 1795—1875) — русский кораблестроитель XIX века, строитель судов различного ранга и класса для Российского императорского флота, построил первый в России колёсный пароходофрегат «Богатырь», член Морского учёного комитета, председатель Пароходного комитета, директор Кораблестроительного департамента Морского министерства, генерал-лейтенант Корпуса корабельных инженеров.

## Биография
Гринвальд Михаил Николаевич родился около 1795 года в Санкт-Петербургской губернии в немецкой семье, представители которой в XVIII веке вступили в подданство России и приняли православное вероисповедание.
8 сентября 1816 года поступил учеником в Училище корабельной архитектуры, которое окончил 28 мая 1821 года и произведён в чин тиммермана 14-го класса Табели о рангах.
Служил на Охтенской верфи в Санкт-Петербурге. 25 июня 1822 года был прикомандирован к Морскому корпусу для преподавания высшей математики и теории кораблестроения. 28 мая 1824 года за отличие в преподавании наук был произведён в губернские секретари. 9 марта 1827 года переименован в подпоручики Корпуса корабельных инженеров. В 1828—1830 годах принимал участие в постройке парусных 84-пушечных линейных кораблей «Полтава», «Эмгейтен» и «Не тронь меня», которые строились под руководством корабельного мастера Александра Андреевича Попова. 26 декабря 1828 года Гринвальд произведён в поручики, а 1 января 1830 года за участие в постройке кораблей «Полтава» и «Эмгейтен» — в штабс-капитаны. По окончании строительства кораблей Гринвальд преподавал курс механики и теорию кораблестроения в офицерских классах Морского корпуса. 4 сентября 1830 года произведён в чин капитана, а в 1832 году ему был пожалован орден Святой Анны 3-й степени.
В 1832—1835 годах Гринвальд находился в командировке в Англии и Голландии, где знакомился с кораблестроением этих стран и наблюдал за постройкой заказанных для России пароходов.
6 апреля 1835 года произведён в подполковники. В 1835—1836 годах Гринвальд построил на Адмиралтейской верфи в Санкт-Петербурге по собственному проекту первый в России колёсный пароходофрегат «Богатырь» в 240 л.с., а также пароходы «Поспешный» и «Быстрый» по 60 л.с. каждый.
12 мая 1837 года был назначен начальником чертёжной кораблестроительного учётного комитета. Переделал транспорт «Молога» и в 1838 году приступил постройке 44-пушечных фрегатов «Цесаревич» (при закладке — «Елисавета») и «Цесаревна» (при закладке — «Беллона»), за что ему было единовременно пожаловано 2000 рублей. В 1838 году был награждён орденом Святого Владимира 4-й степени.
3 мая 1839 года он был назначен инспектором классов Учебного морского экипажа. В том же году Гринвальду было поручено постройка учебной гребной яхты для 12-летнего великого князя Константина. 3 декабря 1839 года «за скорое и правильное сооружение учебной яхты… Всемилостивейшее был награждён бриллиантовым перстнем».
27 сентября 1840 года был командирован в Англию для сбора сведений об устройстве новых военных кораблей и пароходов. По возвращении из командировки спустил на воду фрегаты «Цесаревич» и «Цесаревна», исправлял 120-пушечного ранга камели и спустил их на воду. Награждён был орденом Святого Станислава 2-й степени.
7 мая 1841 года Гринвальд был назначен членом комитета «О способах отвращения скорого гниения кораблей». С 1842 по 1844 год находился в Англии для наблюдения: за изготовлением паровых машин в 400 л.с. для пароходофрегатов «Смелый» и «Грозящий», за постройкой для Каспийского моря трёх железных пароходов «Куба», «Ленкорань» и «Волга», а также баржи грузоподъемностью 80 тонн.
6 декабря 1844 года был произведён в полковники. В 1846—1847 годах преподавал генерал-адмиралу великому князю Константину Николаевичу курс теории кораблестроения, за что был награждён бриллиантовым перстнем. Награждён орденом Святой Анны 2-й степени. 1 января 1848 года был назначен непременным членом Морского учёного комитета с оставлением при прежних должностях.
15 января 1847 года Гринвальд заложил в Новом Адмиралтействе 84-пушечный линейный корабль «Прохор», который достроил и 17 апреля 1851 года спустил на воду, за что 28 апреля был произведён в генерал-майоры. Наблюдал в Кронштадте за тимберовкой и переделкой в винтовые 74-пушечных линейных кораблей «Выборг» и «Константин». 14 апреля 1852 года был назначен членом Пароходного комитета.
6 декабря 1854 года Гринвальд был назначен директором Кораблестроительного департамента Морского министерства. 23 февраля 1855 года назначен председателем Пароходного комитета с оставлением в должности директора Кораблестроительного департамента, а 27 марта того же года — помощником инспектора корпуса корабельных инженеров, ластовых команд и рабочих экипажей Балтийского флота, с отчислением от прежних должностей. 9 декабря 1857 года назначен членом Морского учёного комитета с состоянием по корпусу. 17 апреля 1858 года уволен в отставку с производством в чин генерал-лейтенанта.
Гринвальд Михаил Николаевич умер в 1875 году.

## Семья
Гринвальд был женат на Алине Яковлевне (1816—1898) (урожд. Брюн де Сент-Катрин), дочери почётного члена Адмиралтейского департамента, члена Адмиралтейств-коллегии генерал-лейтенанта Якова Яковлевича Брюн де Сент-Катрина. В их семье родились сын Павел и дочь Мария. Алина была родной сестрой жены брата писателя М. Е. Салтыкова-Щедрина Дмитрия — Аделаиды Яковлевны. В письмах Салтыков-Щедрин называл Алину своей сестрицей. Алина и Михаил Гринвальд длительное время состояли в переписке с писателем.
Сын Михаила Николаевича — Павел — с 1895 года служил на Камчатке доверенным Русского Товарищества котиковых промыслов.

## Награды
- орден Святой Анны 2 степени;
- орден Святого Станислава 2 степени;
- орден Святого Владимира 4 степени;
- орден Святой Анны 3 степени;
- бронзовая медаль «В память войны 1853—1856» на Андреевской ленте[2].

За усердие и ревностную службу Гринвальд был отмечен четырежды Высочайшим благоволением и двумя бриллиантовыми перстнями (от царской семьи).